# E. Guigal

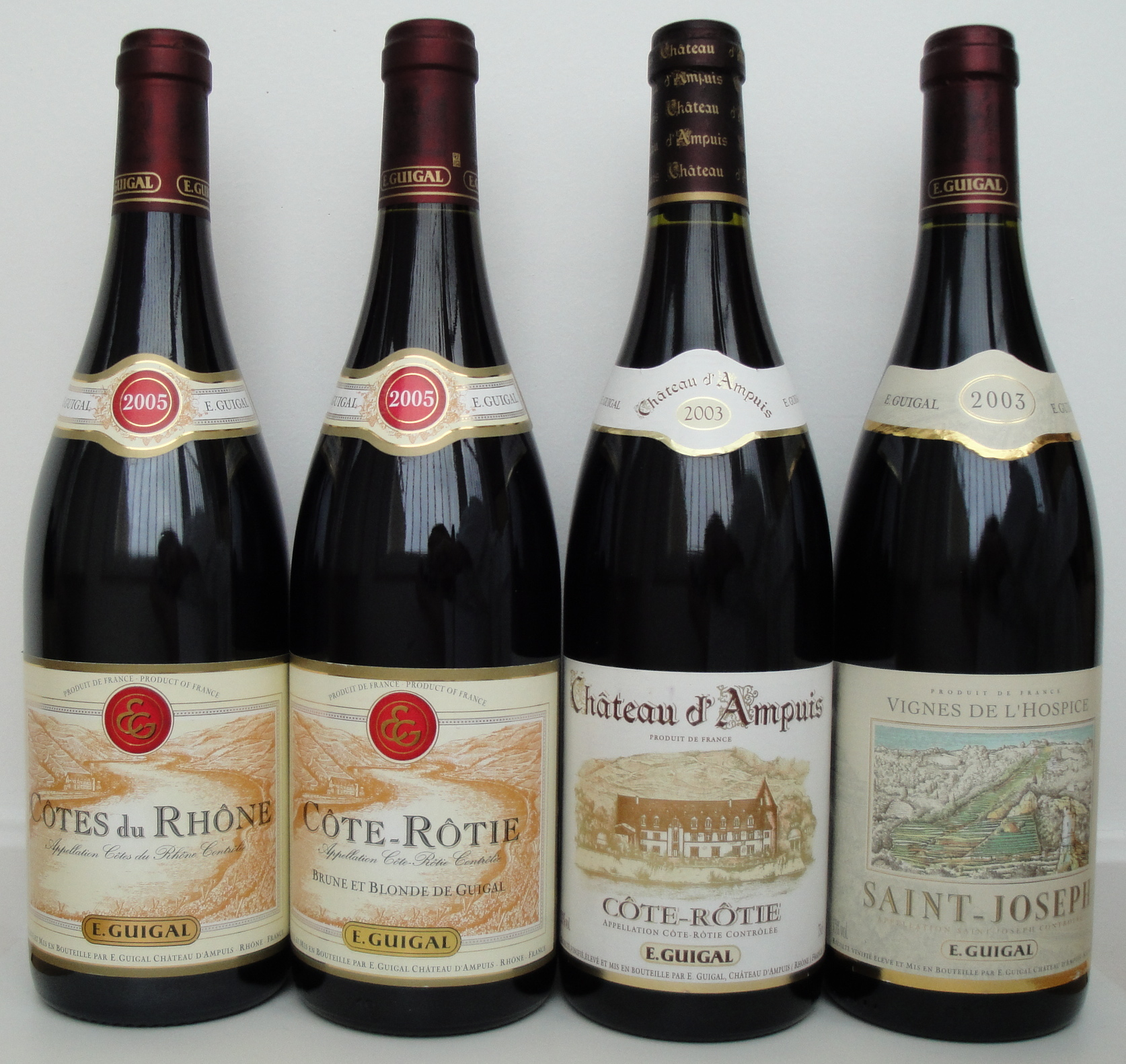
Вина Guigal

E. Guigal (Établissements Guigal) — винодельческое хозяйство и негоциантский дом во французском винодельческом регионе Долина Роны. Основано в 1946 году в посёлке Ампюи. Хозяйство сыграло ключевую роль в подъёме престижа вин из Кот-Роти. В первую очередь E. Guigal прославился своими винами с трёх участков аппелласьона Кот-Роти: La Mouline, La Landonne и La Turque, в совокупности известных как «Ла Ла».
Хозяйство регулярно удостаивается множества наград и высочайших оценок критиков — на счету E. Guigal 35 винтажей, заслуживших 100 баллов от авторитетного винного критика Роберта Паркера. В 2002 году Guigal Chateauneuf-du-Pape 1999 заняло первое место в топ-100 лучших вин Wine Spectator, а в 2006 году Марсель Гигаль был назван Человеком года по версии британского журнала Decanter. В 2007 году выпуск вина Côte-Rôtie урожая 2003 года установил рекорд самого дорогого выпуска среди всех вин Роны: бутылки продавались в розницу по цене до 800 долларов. Ежегодно хозяйство попадает в список самых желанных винных брендов мира, который публикует журнал Drinks International. В 2021 году E. Guigal занял в этом рейтинге 11-е место. В настоящее время компанией управляет представитель третьего поколения семьи Гигаль — Филипп. Объём производства — 8,5 млн бутылок в год.

## История
Хозяйство было основано Этьеном Гигалем в 1946 году в городе Ампюи. До этого Этьен 15 лет работал энологом на винодельне Vidal Fleury, также расположенной в Кот-Роти. В 1961 году Этьен Гигаль ослеп и хозяйством стал управлять его сын Марсель. В 1966 году под руководством отца Марсель выпустил первое вино с отдельного виноградника Кот-Роти — знаменитое кюве La Mouline. Впоследствии к нему добавились две другие иконы аппелласьона: La Landonne в 1978 году и La Turque в 1985 году. Так сложилась коллекция великих вин из Северной Роны. Благодаря усилиям Марселя престиж вин из региона Кот-Роти заметно повысился в винной индустрии. Марсель также привнес революционные техники в регион: он первым начал использовать бургундские бочки (пиесы) вместо распространенных в то время тонно и работать со стальными терморегулируемыми чанами.
В 1984 году негоциантский дом приобрел хозяйство Vidal Fleury, который до сих является автономным предприятием. C 1993 года к Марселю присоединился его сын Филипп, который с 1997 года является главным виноделом хозяйства.
В 2001 году E. Guigal купил хозяйства Jean-Louis Grippat в Сен-Жозефе и Domainede Vallouit с виноградниками в Кот-Роти, Сен-Жозеф, Эрмитаже, Кроз-Эрмитаже. В 2006 году E. Guigal купил Domaine de Bonserine и участки в аппелласьонах Кондрие, Кот-Роти, Сен-Жозеф, Кроз-Эрмитаж.
В 2017 году семья Гигаль решила приобрести хозяйство в Южной Роне, Chateau de Nalys в Шатонеф-дю-Пап. Там производится две линейки вин: Grand Vin под названием Château de Nalys и вторая линейка Saint Pierrede Nalys.
С 1995 года E. Guigal владеет памятником архитектуры в стиле французского Ренессанса Château d’Ampuis, на реставрацию которого ушло более 10 лет. В шато находится частная резиденция Филиппа Гигаля и его семьи. В 2003 году E. Guigal открыл свою собственную бондарню и разместил её в бывших конюшнях Château d’Ampuis. Для изготовления бочек используют древесину только из лесов Тронсе. Ежегодно выпускается около 800 бочек.

## Вина
В коллекции хозяйства 30 различных красных, белых и розовых вин из Северной и Южной Роны. Часть урожая идет с собственных виноградников, часть вин закупается у фермеров. Всего в собственности E. Guigal 75 га виноградников в Северной Роне и более 60 га в Южной Роне. Семье принадлежат лучшие участки в Кот-Роти, Эрмитаже, Кроз-Эрмитаже, Сен-Жозефе и Кондрие. В виноградарстве дом придерживается принципов устойчивости окружающей среды.

### Вина Кот-Роти
La Landonne. Красное сухое вино с отдельного одноимённого участка из сорта сира. Выдержка составляет 42 месяца в новом дубе. Впервые произведено в 1978 году. Лимитированный объём производства.
La Mouline. Красное сухое вино с отдельного одноимённого участка на склоне Кот Блонд. Как правило ассамбляж сортов сира (89 %) и вионье (11 %). Выдержка составляет 42 месяца в новом дубе. Первый винтаж вина был сделан в 1966 году. Лимитированный объём производства.
La Turque. Красное сухое вино с отдельного одноимённого участка на склоне Кот-Брюн. Ассамбляж сортов сира (93 %) и вионье (7 %). Выдержка составляет 42 месяца в новом дубе. Первый винтаж вина датируется 1985 годом. Лимитированный объём производства.
Château d’Ampuis. Красное сухое вино, произведенное из сортов сира (93 %) и вионье (7 %) с семи различных участков Кот-Роти. Выдержка составляет 38 месяцев в новом дубе. Вино названо в честь исторической резиденции Гигалей. Объем производства составляет около 30 тысяч бутылок.
Côte-Rôtie Brune & Blonde. Красное сухое вино из Кот-Роти из сортов сира с небольшим добавлением вионье. Выдержка составляет 36 месяцев в дубовых бочках.

### Другие вина Северной Роны
Ermitage Ex-Voto Red. Красное сухое вино, произведенное из сорта сира и выдержанное 42 месяца в новых дубовых бочках.
Ermitage Ex-Voto White. Белое сухое вино из ассамбляжа сортов марсан и русан, выдержанное 30 месяцев в дубовых бочках.
Condrie La Doriane. Белое вино из вионье, выдержанное в бочках из нового дуба. Объём производства — 20 тысяч бутылок.
Vignes de l’Hospice Saint-Joseph. Красное сухое вино из сорта сира, выдержанное 30 месяцев в дубовых бочках.

### Вина Южной Роны
Côtes du Rhône Rouge. Красное сухое вино из сортов сира, гренаш и мурведр. Знаковое вино дома. Выдержка составляет 1,5 года в дубовых бочках-фудрах. Для производства этого вина дом E. Guigal использует не свой урожай, а закупает лучшие вина у других виноделов.
Tavel. Розовое сухое вино из ассамбляжа сортов гренаш, сенсо, клерет, сира. Объем производства составляет около 50 тысяч бутылок.
Château de Nalys Châteauneuf du Pape Rouge. Красное сухое вино из сортов гренаш, сира, мурведр, кунуаз, вакарез. Производство вина происходит в Château de Nalys в регионе Шатонеф-дю-Пап. Выдержка вина составляет 18 месяцев в дубовых бочках.
Saint Pierre de Nalys Châteauneuf du Pape Blanc. Белое сухое вино из сортов гренашблан, кларет, бурбуленк, пикардан и других. Выдержано в течение 8 месяцев, 20 % вина находилось в дубовых бочках. Saint Pierre de Nalys является «вторым вином» хозяйства, то есть производится с более молодых лоз и обладает меньшим потенциалом к хранению.

## Центр энотуризма Caveau du Chateau
В 2020 году усилиями семьи Гигаль был открыт новый центр энотуризма Caveau du Chateau в Ампюи. Центр расположен в историческом здании Clos Joly XIX века. В центре энотуризма организуются экскурсии по погребам дома и дегустации вин хозяйств Maison Guigal, Chateau de Nalys, Maison Vidal-Fleury, Domaine de Bonserine.
В центре также был открыт музей вина, включающий богатую коллекцию исторических объектов, связанных с виноделием и виноградарством: древние римские амфоры, монеты, найденные на виноградниках Северной Роны, медные инструменты и многое другое. Часть предметов предоставили Филипп и Марсель Гигаль, которые на протяжении 35 лет коллекционировали археологические находки.